# مونیکا زیئرت
مونیکا زیئرت (آلمانی: Monika Zehrt؛ زادهٔ ۲۹ سپتامبر ۱۹۵۲) دونده اهل آلمان بود.
وی در مسابقات کشوری و بین‌المللی در مجموع برندهٔ ۳ مدال طلا شده‌است.